# Sergei Michailowitsch Romanow

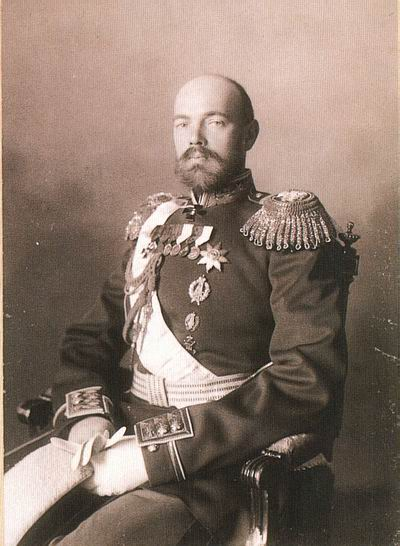
Großfürst Sergei Michailowitsch Romanow, um 1900

Großfürst Sergei Michailowitsch Romanow (russisch Сергей Михайлович Романов; * 25. Septemberjul. / 7. Oktober 1869greg. in Bordschomi, Gouvernement Tiflis, Russisches Kaiserreich; † 18. Juli 1918 in Alapajewsk) war ein Mitglied der Zarenfamilie aus dem Hause Romanow-Holstein-Gottorp.

## Leben
Sergei war der fünfte Sohn des Großfürsten Michael Nikolajewitsch Romanow (1832–1909) und seiner Frau Prinzessin Cäcilie von Baden (1839–1891), nach deren Heirat Olga Fjodorowna genannt.
Für Aufmerksamkeit sorgte seine Affäre mit der russischen Ballerina Matilda Kschessinskaja, da diese zeitgleich noch ein weiteres Verhältnis mit Sergeis Vetter Andrei Wladimirowitsch Romanow hatte. Er kommt daher als einer der beiden möglichen Väter von Kschessinskajas 1902 geborenen Sohn Wladimir Romanowsky-Krassinsky in Frage; die Vaterschaft konnte nie zweifelsfrei geklärt werden.
Am 18. Juli 1918, einen Tag nach der Erschießung des Zaren und seiner Familie, wurde der vormalige Großfürst zusammen mit anderen Angehörigen der kaiserlichen Familie von den Bolschewiki nahe der westsibirischen Stadt Alapajewsk ermordet.